# Randon Grüninger
Randon Richard Grüninger (21 dicembre 1995) è un cestista svizzero.

## Palmarès
- Campionato svizzero: 2

Lugano Tigers: 2010-11, 2011-12
- Coppa di Svizzera: 1

Lions de Genève: 2017
- Supercoppa svizzera: 2

Lugano Tigers: 2012
Lions de Genève: 2017